# Phaonia trivialis
Phaonia trivialis este o specie de muște din genul Phaonia, familia Muscidae, descrisă de Malloch în anul 1923.
Este endemică în Alberta. Conform Catalogue of Life specia Phaonia trivialis nu are subspecii cunoscute.